# Nature Sustainability
Nature Sustainability è una rivista scientifica mensile nel campo delle scienze ambientali, sottoposta a revisione paritaria e pubblicata dalla Nature Portfolio in modalità di acceso aperto ibrido. È stata fondata nel 2018. La caporedattrice è Monica Contestabile.

## Indicizzazione
Gli abstract e gli articoli della rivista sono indicizzati da:
- Science Citation Index Expanded
- Scopus
- Social Sciences Citation Index.

Secondo il Journal Citation Reports, nel 2022 la rivista ha ricevuto un fattore di impatto pari a 27.7.